# HD 1502
HD 1502は、地球からうお座の方向に約630光年離れた位置にある8等級の恒星である。

## 概要
太陽の1.6倍の質量と4倍の半径を持つ恒星で、準巨星に進化している。スペクトル分類ではK0型に分類される。
2011年、ドップラー分光法（視線速度法）による観測でHD 1502を公転する太陽系外惑星HD 1502 bが発見された。HD 1502 bは1年強の公転周期で軌道を公転しており、少なくとも木星の2.75倍の質量を持つ。理論上では木星の1.183倍の半径を持つとされている。
| 名称 （恒星に近い順） | 質量            | 軌道長半径 （天文単位） | 公転周期 (日) | 軌道離心率    | 軌道傾斜角 | 半径               |
| --------------------- | --------------- | ----------------------- | ------------- | ------------- | ---------- | ------------------ |
| b (Indépendance)      | ≥2.75 ± 0.16 MJ | 1.262 ± 0.092           | 428.5 ± 1.2   | 0.031 ± 0.022 | —          | 1.183（理論上） RJ |

## 名称
2019年、世界中の全ての国または地域に1つの系外惑星系を命名する機会を提供する「IAU100 Name ExoWorldsプロジェクト」において、HD 1502系はハイチ共和国に割り当てられる惑星系となった。このプロジェクトは、「国際天文学連合100周年事業」の一環として計画されたイベントの1つで、ハイチ国内での選考、国際天文学連合 (IAU) への提案を経て太陽系外惑星とその主星に固有名が承認されるものであった。2019年12月17日、IAUから最終結果が公表され、HD 1502はCitadelle、HD 1502 bはIndépendanceと命名された。Citadelleは「シタデル、サン＝スーシ城、ラミエール国立歴史公園」としてユネスコ世界遺産に登録されたハイチ独立後に建てられた要塞シタデル・ラフェリエールに、Indépendance は1804年1月1日に黒人初の共和国国家となったハイチの独立宣言にちなんで名付けられた。